# Краснолипье
Красноли́пье — село в Репьёвском районе Воронежской области Российской Федерации.
Административный центр Краснолипьевского сельского поселения.

## Население
| 1859 | 1897  | 2010  | 2014  |
| ---- | ----- | ----- | ----- |
| 3508 | ↗4579 | ↘1539 | ↗1556 |

## Улицы
| - ул. 50 лет Октября - ул. Дубинина - ул. Кольцова - ул. Комарова - ул. Куйбышева - ул. Ленина | - ул. Мира - ул. Октябрьская - ул. Первомайская - ул. Пионерская - ул. Советская - ул. Чапаева |